# モアヘッドシティ (ノースカロライナ州)
モアヘッドシティ（英: Morehead City）は、アメリカ合衆国ノースカロライナ州の東部カータレット郡の港町である。2010年国勢調査での人口は8,661 人であり、カータレット郡の中では最大である。2007年5月5日、モアヘッドシティは設立から150周年を祝った。クリスタル海岸と呼ばれる大西洋に面したリゾート地域に属している。

## 歴史
1850年代初期までに、一群の投資家が、「シェパードポイント土地会社」と呼ばれる土地開発プロジェクトを結成して法人化し、当時「シェパーズポイント」と呼ばれていたニューポート川に接する半島の東端、600エーカー (2.4 km2) を購入した。そこが現在のモアヘッドシティがある場所である。シェパードポイント土地会社の目的はトップセイル入り江（現在のボーフォート入り江）の自然の水深がある水路を活かすことだった。そこはボーグ・バンクスとシャックルフォード・バンクスを分ける水路であり、モアヘッドシティ、ボーフォート、ニューポート川、沿岸内水路へのアクセスを可能にするものだった。同社はノースカロライナ州の木製品の出荷のために新たなアクセスを可能にする水深の深い港を建設し、ウィルミントンの港が置かれている負荷を軽減するために設立された。港から州の内陸部への連絡のために、1858年4月29日、ゴールズボロとニューバーンの間でアトランティック・アンド・ノースカロライナ鉄道の路線が開通した。
ノースカロライナ州知事ジョン・モトリー・モアヘッドがシェパードポイント土地会社の投資家の主要メンバーであり、彼にちなんで市名が付けられた。1858年7月に全面的な鉄道の運行が始まり、町と西、北、南の地点を結んだ。
モアヘッドシティの町は格子配列を使って区画割りが行われ、各ブロックは16に等分された区画で構成され、同じ広さとなるように決められた。市内の通りは1番通りから15番通りまで決められ、企業や住宅がその背後にある路地を使えるように「H」の字の形をした小道を備える体系になった。
モアヘッドシティは1860年にノースカロライナ州上院で正式に法人化された。当時の世帯数はわずか300世帯に過ぎなかった。
町は南北戦争まで繁栄を続けたが、1862年に北軍に占領された。この戦争は商業を阻害し、港の経済は人口と共に衰退した。半島に先端にアトランティック・ホテルが建設されたのが1880年代のことであり、鉄道が「海の傍の夏の首都」と宣伝したことで、地域は再度興隆を始めた。鉄道の駅の入口が併設され、大きな舞踏ホールがあり、桟橋もあって帆走を楽しめ、ボーグ・バンクスへの渡し船もあるこの特別なホテルの人気に乗って、夏の観光地としてのモアヘッドシティが確立された。
シャックルフォード・バンクスの島に住んでいた漁師が本土に移転し（外部のバンクから船でその家を引っ張って来ることが多かった）、10番通りから15番通りの間の地域に入り、そこを約束の地と呼んだのが、1880年代と1890年代だった。これら漁師が漁業の中核となり、現在でも町の経済の重要な部分を占め続けている。
世界恐慌と第二次世界大戦が町の性格を著しく変えた。伝統ある中心街が衰退し、新しい店舗が西側に開店し、町の古い中心街の衰退が加速された。最終的に1980年代、町は地域社会開発ブロック助成金を得て再生が始まり、古いインフラを取り換え、ウォーターフロントの外観を改良した。その後の助成金、民間資本、さらに町の予算で推進力を維持したので、新しい防潮堤、地下のユーティリティ、レンガ舗装の歩道ができ、ウォーターフロントにはプランターが並び、街路樹が並ぶ通りや、改修された家屋、新しい船着き場と新しい企業ができた。
モアヘッドシティ歴史地区とモアヘッドシティ市民ビルがアメリカ合衆国国家歴史登録財に指定されている。

## 今日の町

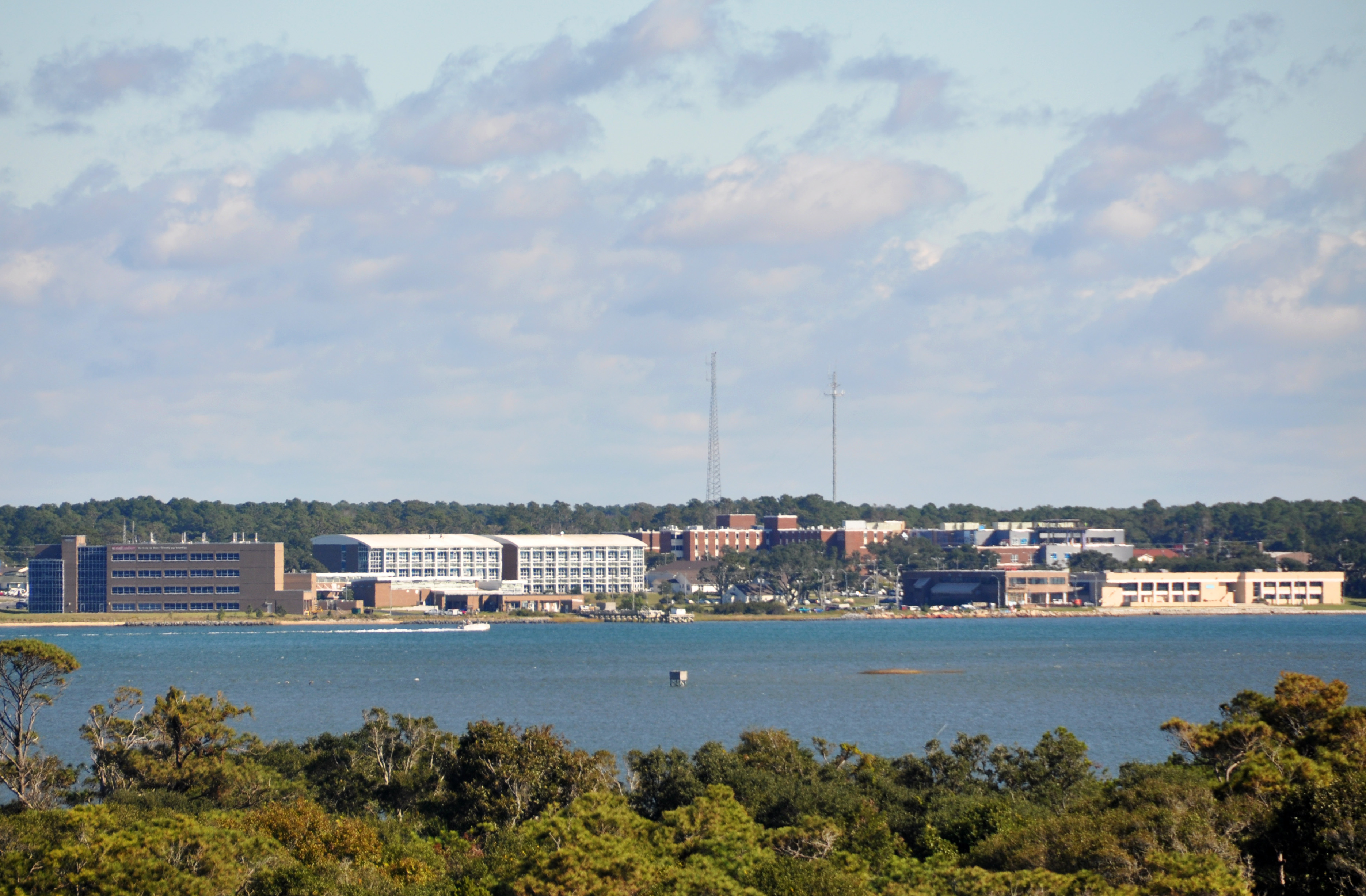
モアヘッドシティ、アトランティック・ビーチより見る

モアヘッドシティの経済は圧倒的に様々なエコツーリズム活動に基づいており、また退職者の町が成長している。地元経済はモアヘッドシティの港、軽工業、土地開発、小規模商業漁業、スポーツフィッシング、その他サービス関連事業に基づいている。州内のニューバーン、ハブロック、ジャクソンビル各市から容易にアクセスできる位置にある。アメリカ海兵隊チェリーポイント航空基地が市の北西17マイル (27 km) 、ハブロック市内に、同じく海兵隊キャンプ・レジューン基地が市の西30マイル (48 km)、ジャクソンビル近くにある。
リン酸塩を輸出していたノースカロライナ州の港として、現在も残っている2港の1つである。港には225,000トンを収蔵できる倉庫と、広大な屋外保管施設があり、貨物取扱ができる。
市内にあるカータレット総合病院はカータレット郡ではカータレット郡公共教育学区に続く第2位の大規模雇用主である。
市内では毎年「禿は美しい」大会が開催され、アメリカの禿頭男性組織の本部がある。

### 高等教育と海洋研究
カータレット・コミュニティカレッジは、主に貿易とサービス業種に特化した2年制准学士資格を提供している。地域にはノースカロライナ大学の海洋科学研究所、ノースカロライナ州立大学海洋科学技術センター、デューク大学海洋研究室など、世界に通用する研究組織がある。
市内にはノースカロライナ州政府の組織として海洋漁業部の研究と順守支部もある。

### 沿海と沖合のレクリエーション・フィッシング
モアヘッドシティと周辺地域はあらゆる種類の釣りに優れた環境にある。自然のままの三角江があり、大陸棚やメキシコ湾流にも近いことで、レクリエーション・フィッシングのための多くの機会が得られる。メキシコ湾流は大西洋のフロリダ半島の先端に発し、アメリカ合衆国東部の海岸に沿って北上し、ニューファンドランド島に達して大西洋を横切る強力で温かく速い潮流であるので、ニシクロカジキなどのカジキを含む大型魚種を海岸近くまで連れてきている。
ビッグロック・クロカジキ選手権は1957年に始められ、毎年大型のクロカジキを見るために、あらゆるタイプの釣りファンの大群衆をモアヘッドシティに惹きつけている。

### スキューバダイビング
スポーツフィッシング産業の隆盛に加えてモアヘッドシティと周辺地域はスキューバダイビングで人気のある場所となっている。ノースカロライナ州海岸沖の海域は「大西洋の墓場」とも言われることが多く、世界中からダイバーを惹きつける遺産がある。モアヘッドシティ住人のジョージ・ピュリフォイがその一部を発見したドイツの潜水艦U-352など有名な多くの難船が直ぐ近くの海岸に沈んでいる。

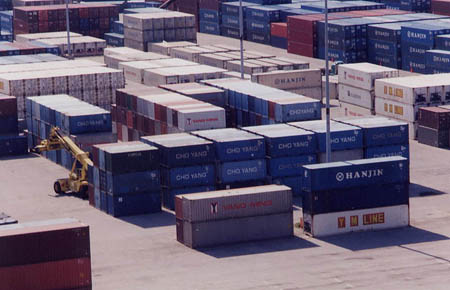
コンテナターミナル

### 伝統的なスポーツ
大学野球の夏季リーグであるコースタル・プレーン・リーグに属するモアヘッドシティ・マーリンズがモアヘッドシティを本拠地にしている。市内のオニール・フィールド・アット・ビッグロック・スタジアムで試合を行い、2010年のシーズンから参入している。
青少年スポーツとしては、リトルリーグ野球、サッカーリーグ、バスケットボールリーグがある。

## 地理
モアヘッドシティはカータレット郡の中心から南西に位置し、座標では北緯34度43分40秒 西経76度44分48秒 / 北緯34.72778度 西経76.74667度 (34.727700, -76.746748)にある。南はボーグ・サウンド、北と東はニューポート川に接する半島の上にある。川を越えて東はボーフォート町、ボーグ・サウンドを越えて南はアトランティック・ビーチになっている。
アメリカ合衆国国勢調査局に拠れば、町域全面積は8.5平方マイル (22.1 km2)であり、このうち陸地6.8平方マイル (17.7 km2)、水域は1.7平方マイル (4.3 km2)で水域率は17.75%である

## 人口動態
以下は2000年国勢調査による人口統計データである。
| 基礎データ - 人口: 7,691 人 - 世帯数: 3,597 世帯 - 家族数: 1,985 家族 - 人口密度: 582.3人/km2（1,507.6 人/mi2） - 住居数: 4,296 軒 - 住居密度: 325.2軒/km2（842.1 軒/mi2） 人種別人口構成 - 白人: 81.71% - アフリカン・アメリカン: 13.98% - ネイティブ・アメリカン: 0.66% - アジア人: 0.77% - 太平洋諸島系: 0.04% - その他の人種: 1.13% - 混血: 1.72% - ヒスパニック・ラテン系: 2.34% 年齢別人口構成 - 18歳未満: 20.2% - 18-24歳: 7.7% - 25-44歳: 27.2% - 45-64歳: 24.1% - 65歳以上: 20.8% - 年齢の中央値: 41歳 - 性比（女性100人あたり男性の人口） - 総人口: 83.8 - 18歳以上: 78.3 | 世帯と家族（対世帯数） - 18歳未満の子供がいる: 23.5% - 結婚・同居している夫婦: 37.9% - 未婚・離婚・死別女性が世帯主: 13.7% - 非家族世帯: 44.8% - 単身世帯: 39.0% - 65歳以上の老人1人暮らし: 16.5% - 平均構成人数 - 世帯: 2.06人 - 家族: 2.73人 収入と家計 - 収入の中央値 - 世帯: 28,737米ドル - 家族: 39,290米ドル - 性別 - 男性: 26,852米ドル - 女性: 21,995米ドル - 人口1人あたり収入: 19,138米ドル - 貧困線以下 - 対人口: 14.6% - 対家族数: 12.1% - 18歳未満: 21.7% - 65歳以上: 12.3% |

## 交通

### 高規格道路
- ノースカロライナ州道24号線、アメリカ海兵隊を運ぶために使われることが多い[16]
- アメリカ国道70号線

### 鉄道
アムトラックがウィルソンまで乗り継ぎバスを運行しており、そこで「パルメット号」に乗り換えれば、北のニューヨーク市、南のジョージア州サバンナに行くことができる。

## 病院
- カータレット総合病院

## 教育

### 小学校
- モアヘッドシティ・プライマリー・スクール
- モアヘッドシティ小学校キャンプ・グレン分校

### 中学校
- モアヘッド中学校

### 高校
- 西カータレット高校

### 高等教育機関
- カータレット・コミュニティカレッジ

### 私立学校
- セントエグバーツ・カトリック学校

## メディア

### 新聞
「カータレット郡ニューズ・タイムズ」は週3回発行される地方新聞であり、カータレット印刷社が所有している。

### テレビ
モアヘッドシティはグリーンビル・ニューバーン・ジャクソンビル・テレビ市場に属しており、ニールセン・メディアリサーチに拠れば、2007年時点で国内第109位である。以下のテレビ局がある
- WITN-TV、7チャンネル、ワシントン、NBC系列
- WFXI-TV、8チャンネル、モアヘッドシティ、フォックス放送系列
- WNCT-TV、9チャンネル、グリーンビル、CBS系列、CWテレビジョンネットワークがデジタル・サブチャンネルに乗っている
- WCTI-TV、12チャンネル、ニューバーン、ABC系列、独立系の"ENC-TV"がデジタル・サブチャンネルに乗っている
- WUNM-TV、19チャンネル、ジャクソンビル、PBS系列、ノースカロライナ大学運営のネットワーク
- WPXU-TV、35チャンネル、ジャクソンビル、i network/マイネットワークTV系列

### ラジオ
- 88.1MHz FM:  WJAE スター 88.1 & 106.1 - クリスタル海岸インスピレーション局
- 88.3MHz FM:  WXBE AFR （クリスチャン）
- 89.1MHz FM:  WSAE 89.1 ビッグミックス FM #1 for ヒップホップと R&B
- 89.3MHz FM:  WTEB 公共ラジオ東 (NPR/クラシカル)
- 90.7MHz FM:  WOTJ FBN (セイクレッド・クリスチャン)
- 91.5MHz FM:  WBJD 公共ラジオ東 (NPR)
- 92.3MHz FM:  WQSL ザ・タッチ (R&B とオールドスクール)
- 92.7MHz FM:  WBNK 92.7 ビッグフィッシュ FM (コンテンポラリー・クリスチャン)
- 94.1MHz FM:  WNBU 94.1 WNBC 町のトーク (トーク/ニューズ)
- 95.1MHz FM:  WRNS-FM 95.1 WRNS (カントリー)
- 95.3MHz FM:  WWJD （イエスがラジオに働きかけるもの）
- 96.3MHz FM:  WRHT サンダー・カントリー (90年代/00年代 カントリー)
- 97.9MHz FM:  WNBB ザ・ベア (クラシック・カントリー)
- 98.7MHz FM:  WRMR モダンロック 98.7 (モダンロック)
- 99.5MHz FM:  WXNR 99.5 ジ・エックス (モダン/アクティブ・ロック)
- 100.3MHz FM: WLGP GNN (クリスチャン)
- 101.9MHz FM: WIKS 101.9 KissMHz FM (アーバン)
- 103.3MHz FM: WMGV V 103.3 ソフトロック (AC)
- 104.5MHz FM: WSTK ザ・バイン・コネクション 104.5 (ゴスペル)
- 105.1MHz FM: WLGV K-LOVE 105.1 (コンテンポラリー・クリスチャン)
- 106.1MHz FM: WPGM スター 88.1 & 106.1 - クリスタル海岸インスピレーション局 WJAE-FM 88.1と同期
- 106.5MHz FM: WSFL-FM 106.5 WSFL (クラシック・ロック)
- 106.9MHz FM: WUSA (ゴスペル・グローリー 106.9 FM)
- 107.1MHz FM: WTKF ザ・トーク・ステーション 107.1 (トーク/ニューズ)
- 107.9MHz FM: WNCT-FM 107.9 WNCT (オールディーズ)
- 1120kHz AM:  WSME (クラシック・カントリー/ブルーグラス)
- 1700kHz AM:  WNES (ユア・ゴスペル・インスピレーションとグレート・ミニストリーの局)